# 乔治·法布尔

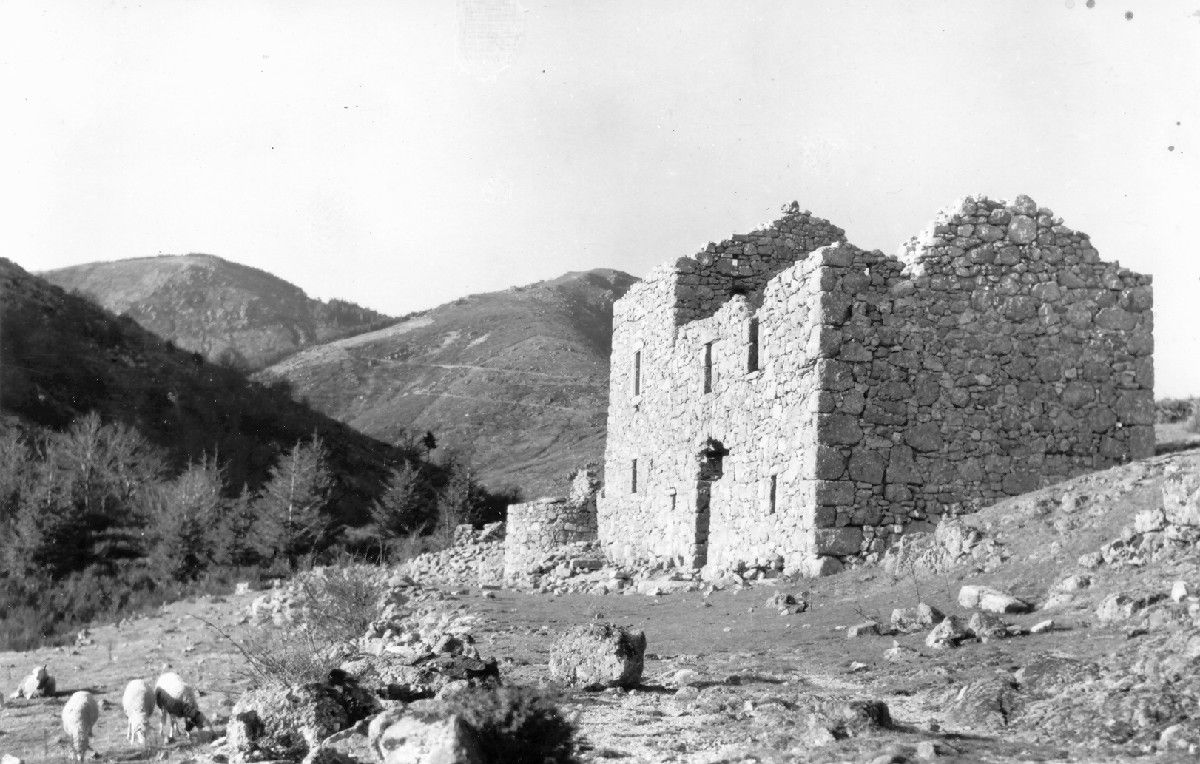
艾古阿勒林地復育前景象

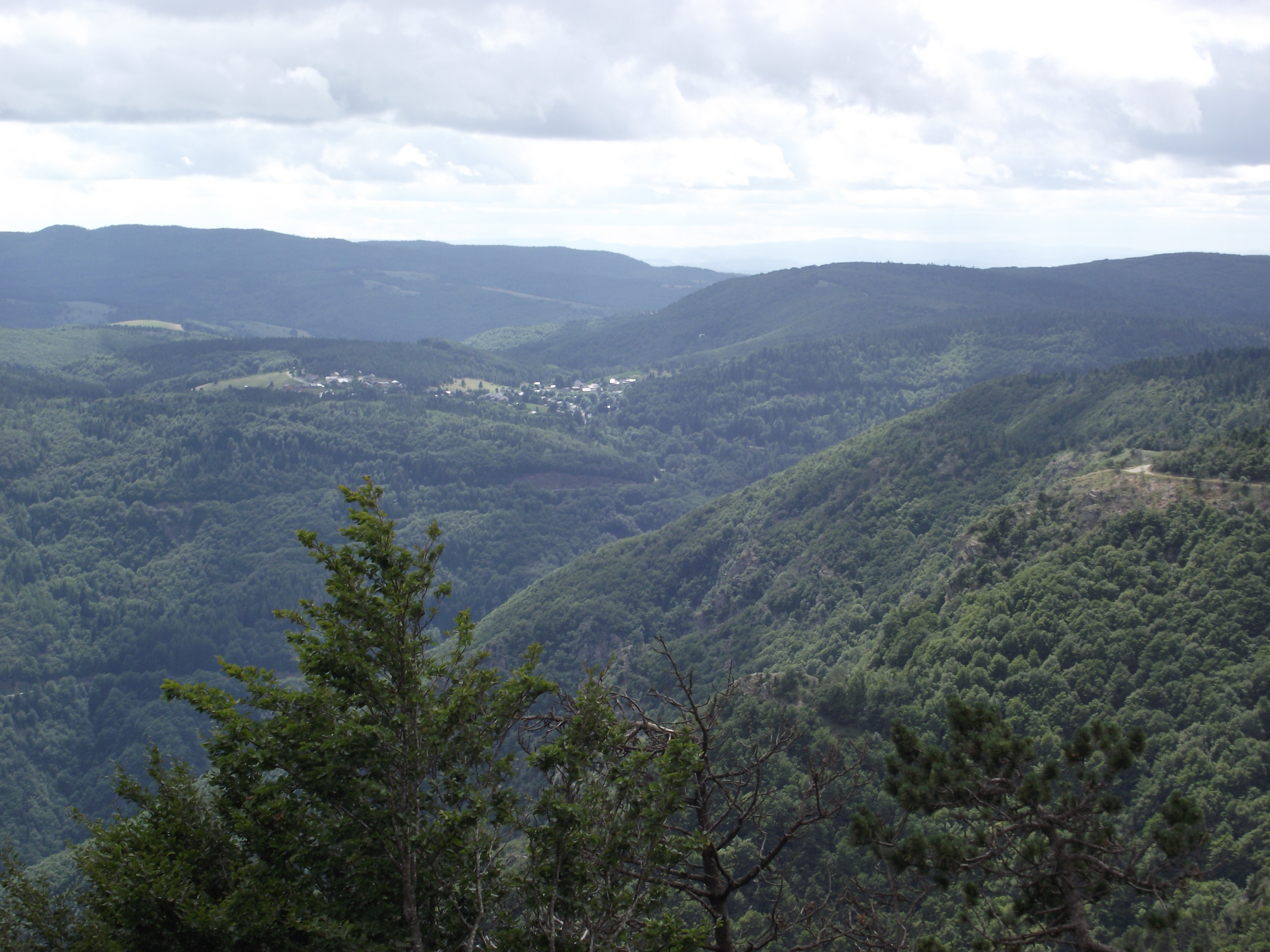
艾古阿勒國家森林目前景象

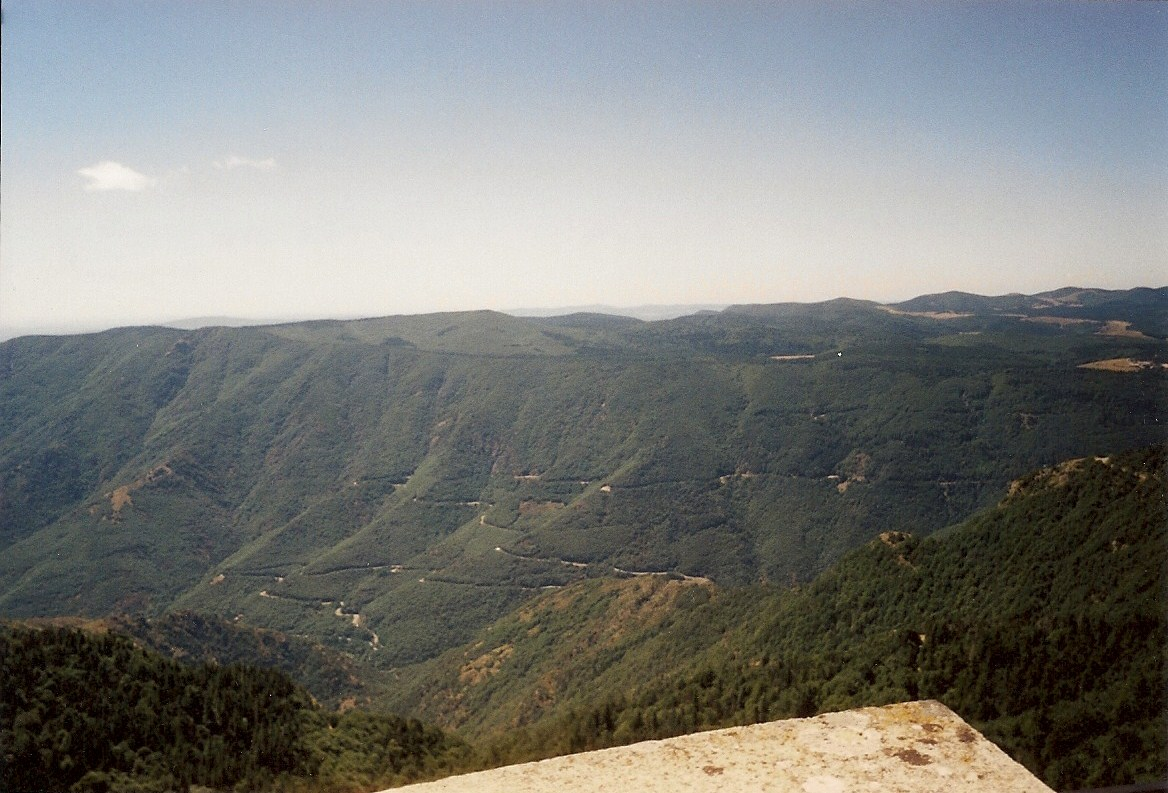
艾古阿勒國家森林目前景象

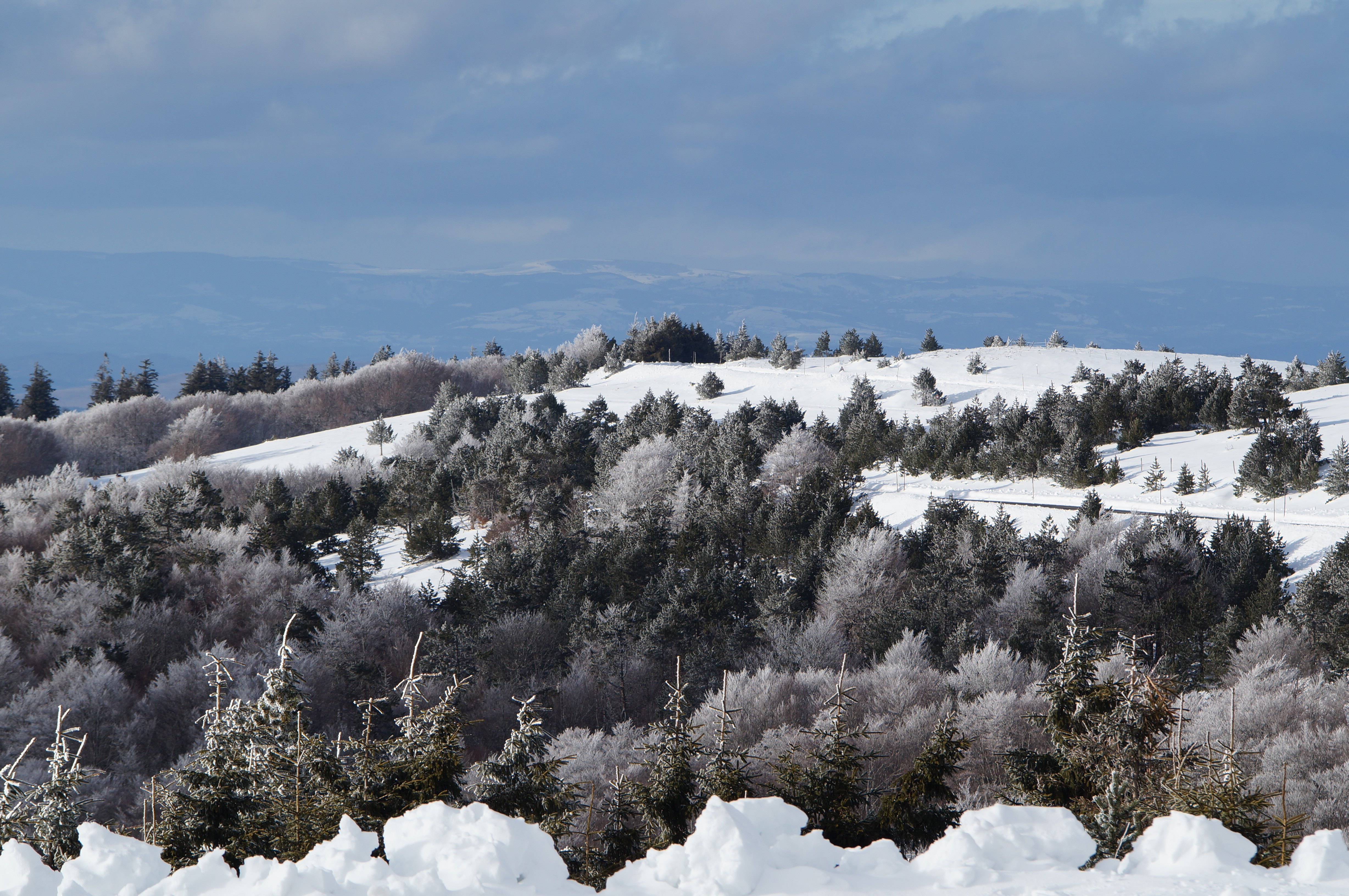
艾古阿勒國家森林目前景象

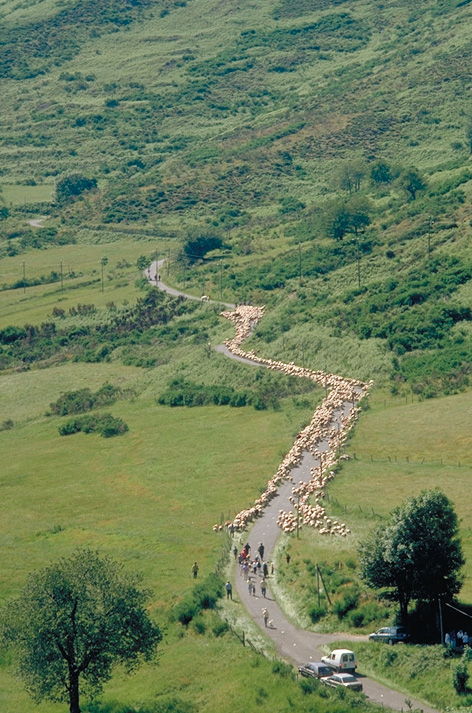
艾古阿勒國家森林目前景象

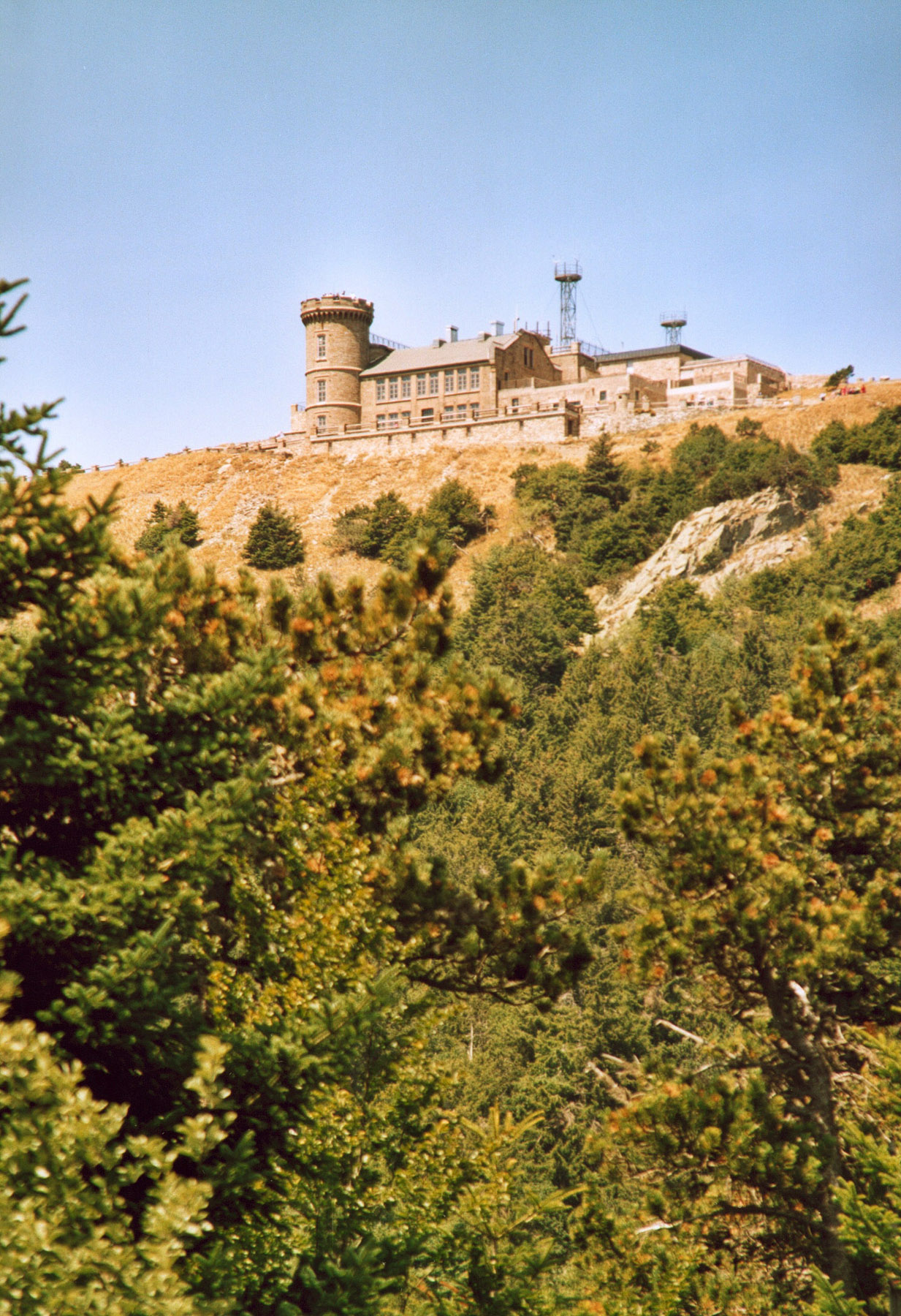
乔治·法布尔在氣象站旁設置的實驗林

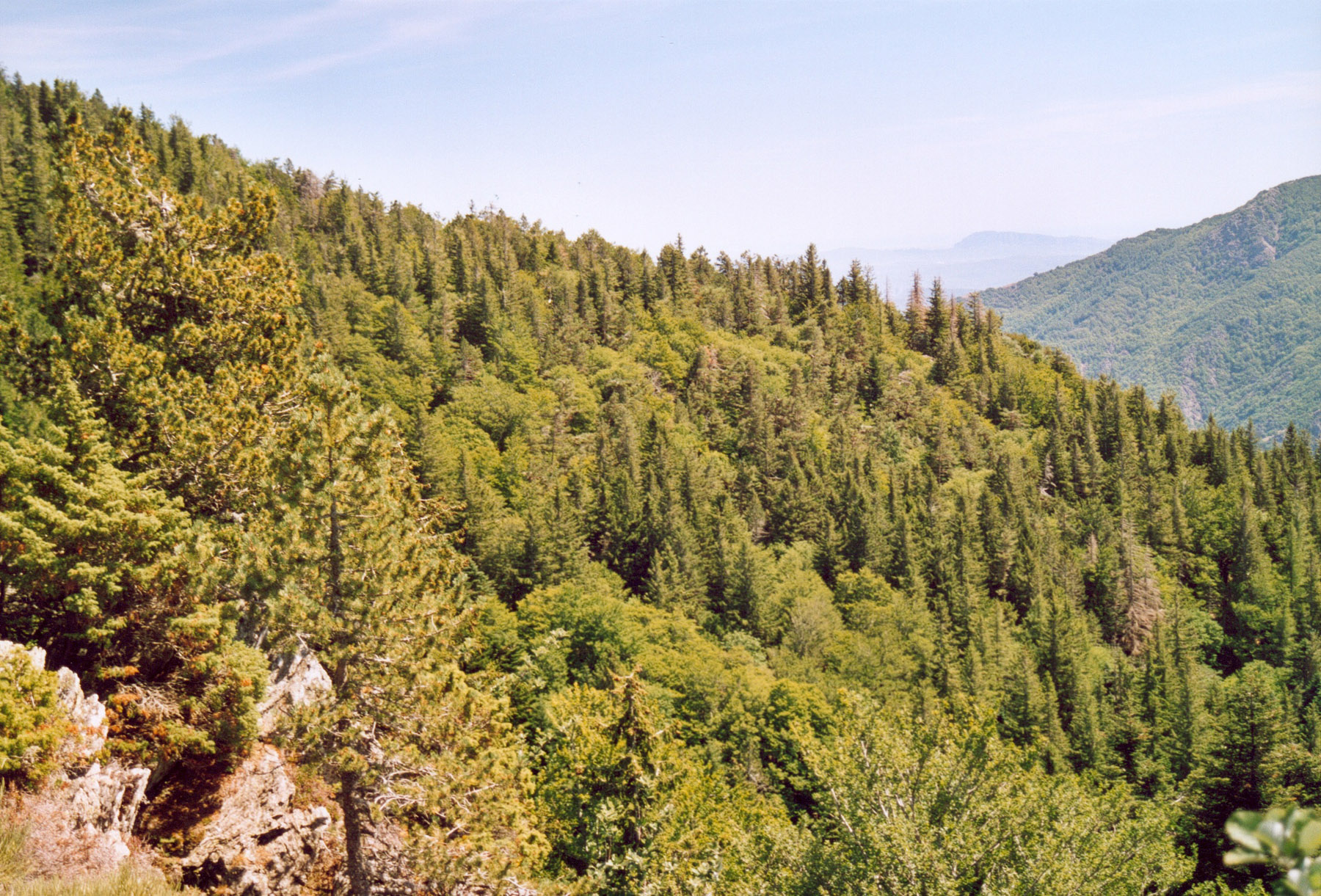
乔治·法布尔共設置了7個實驗林，亦有10個的說法。從國外引進不少樹木

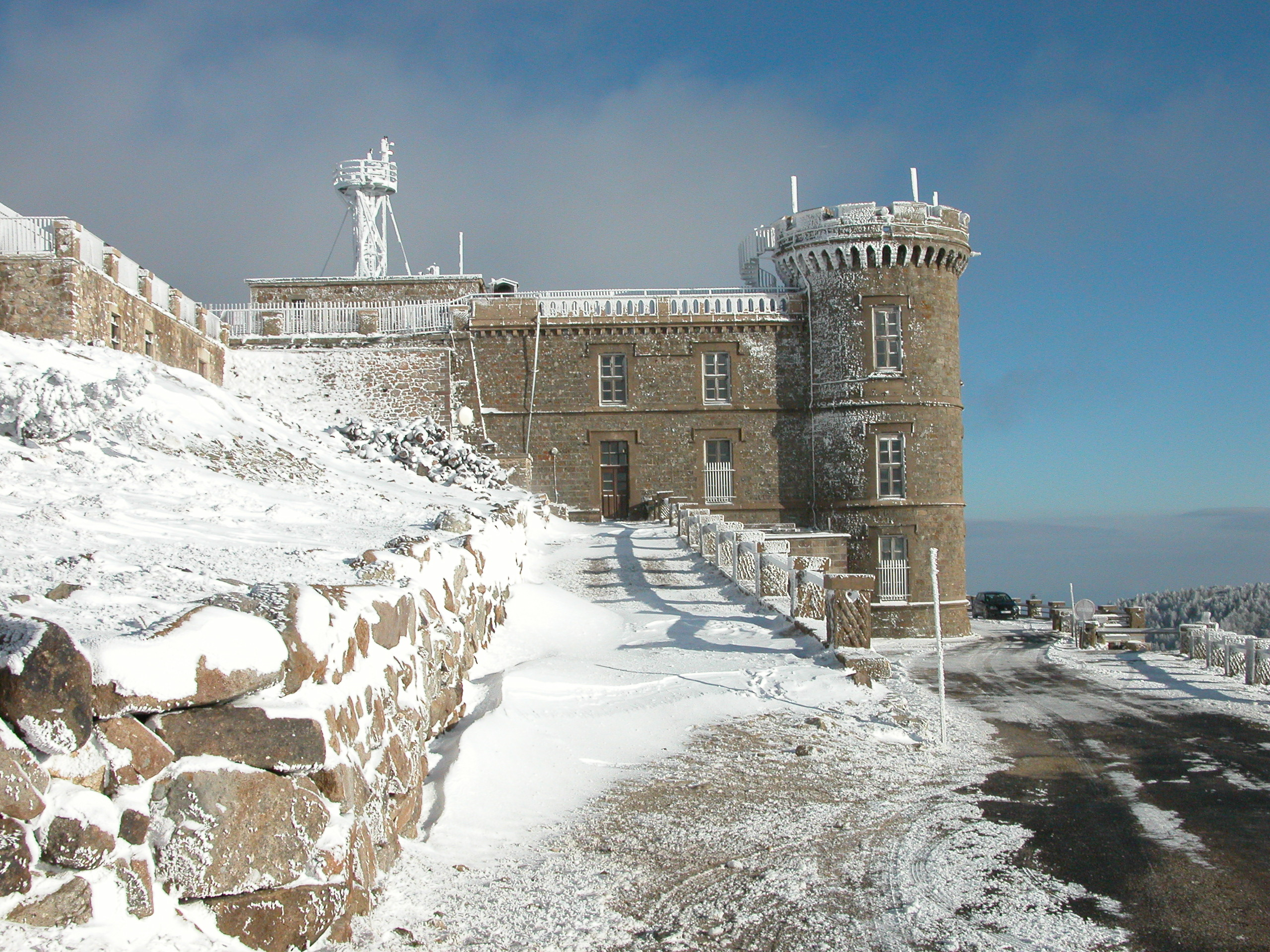
艾古阿勒氣象站冬景

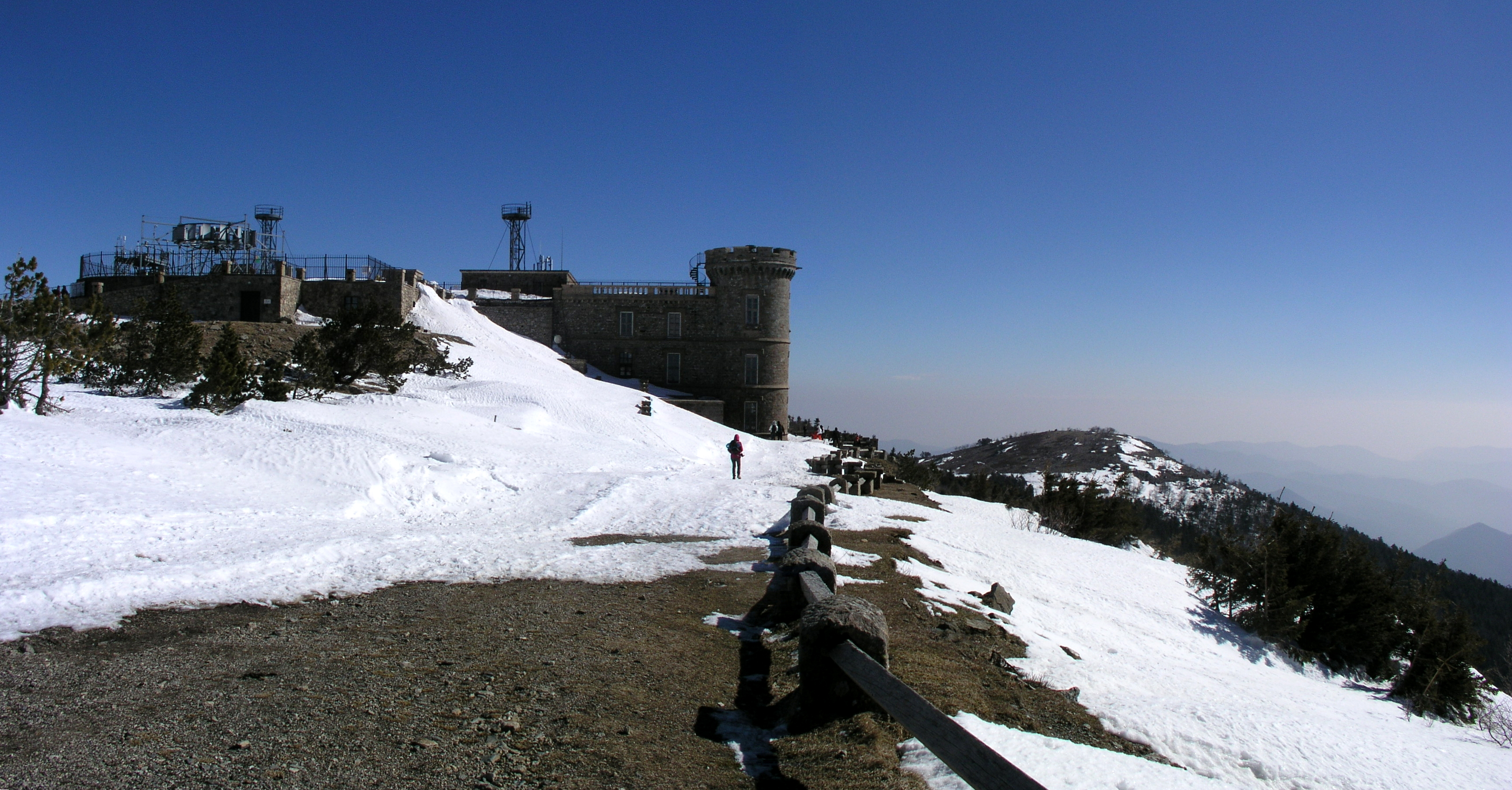
艾古阿勒氣象站冬景

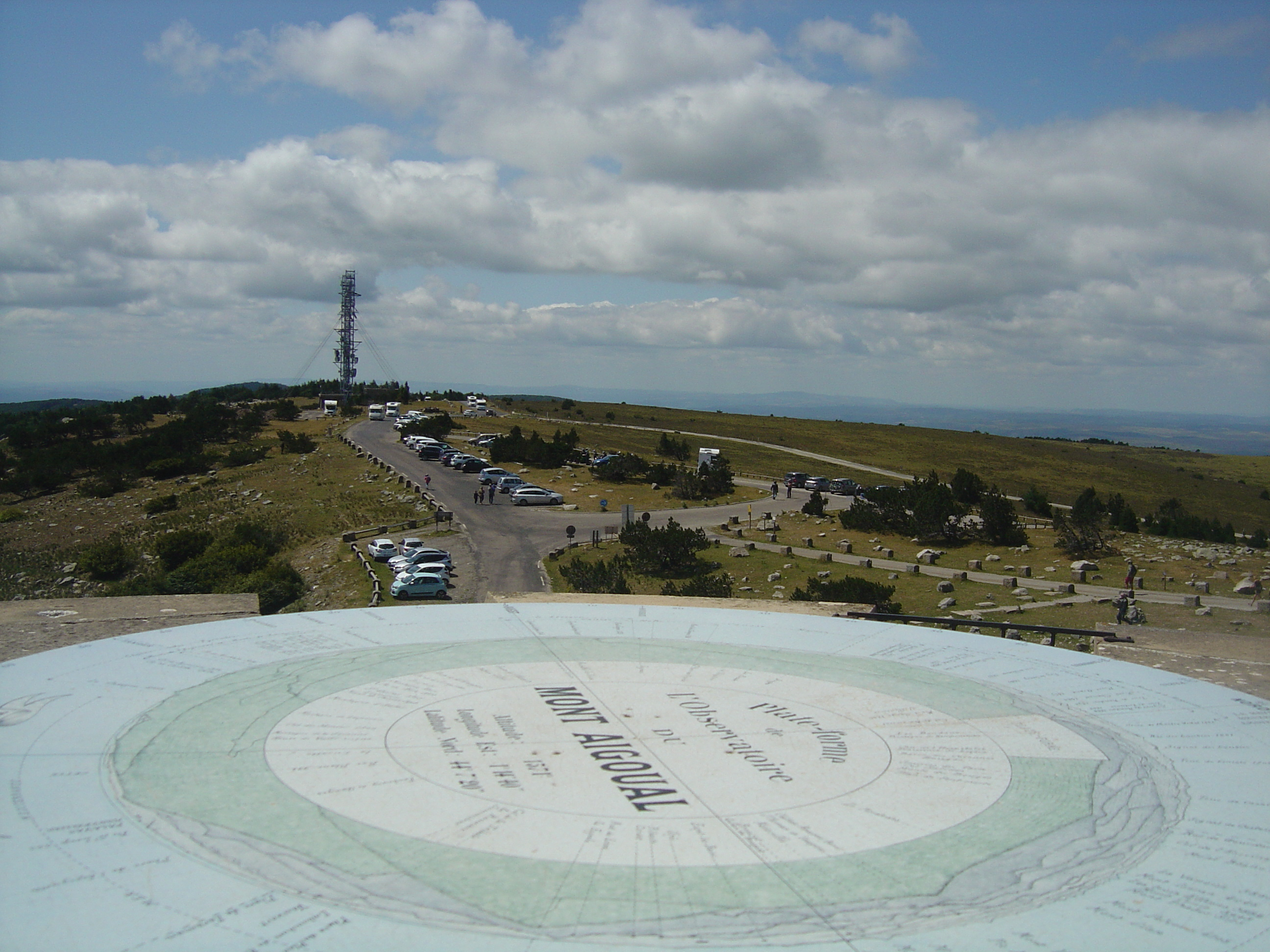
乔治·法布尔設置的定向表

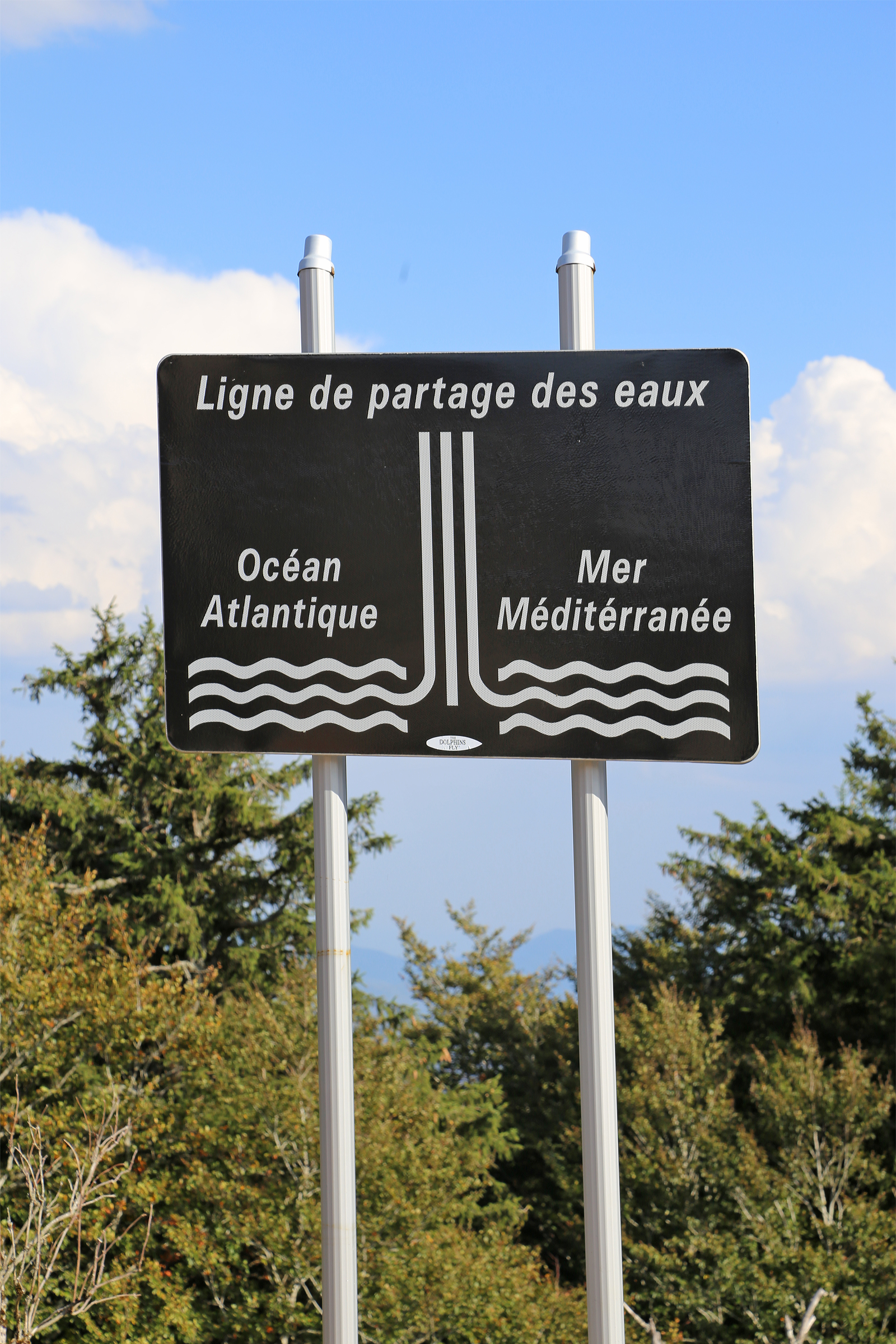
艾古阿勒分水嶺

乔治·法布尔（法語：Georges Fabre，法語發音：[ʒɔʁʒ fabʁ]；1844年6月6日—1911年5月23日）是法國的一位林學專家，因艾古阿勒林地復育工程以及建造艾古阿勒氣象站而聞名，是法國林地復育史上的一位代表性人物。

## 生平志趣
1844年乔治·法布尔在法國奥尔良出生父親當時在該市的中學擔任數學老師。後轉任巴黎「聖路易」（Saint-Louis）高中數學老師，舉家亦遷往巴黎。後再轉任巴黎凡爾賽宮附近圣西尔军校考官。乔治·法布尔的母親是英國人。 法布尔自幼對大自然的興趣便來自於母親，母親對他一生影響深遠。
由於對自然科學的興趣與天賦，乔治·法布尔中學時便得以參加當時由法國地質學家、在巴黎科學院任教的埃德蒙·埃貝爾所帶領的地質學實地教學活動（Excursions géologiques）。1866年乔治·法布尔自巴黎综合理工学院畢業，因興趣轉往「國立南錫森林學院」繼續深造，兩年後以同屆第一名畢業。出乎師長們之意料，乔治·法布尔選擇了一個最不具吸引力的工作地點：法國南部 塞文山區的艾古阿勒。為能更加勝任造林工程，為能解決山與山民的經濟與社會問題，乔治·法布尔成為農學專家以及「法國地質圖繪製處」（Service de la Carte géologique en France）合作人。同樣的，顧及艾古阿勒森林之永續性，乔治·法布尔興建了艾古阿勒山峰上的氣象站。乔治·法布尔投入其工作，盡一生之力使艾古阿勒的林地復育成為典範。

## 成就與貢獻

### 艾古阿勒國家森林

#### 現況
- 1970年，法國以艾古阿勒國家森林為中心成立了塞文國家公園，前者佔後者總面積86％。公園內長久以來即有的住民聚落形成塞文國家公園的一大特色。此外，塞文國家公園以其70％森林覆蓋面成為法國所有國家公園中森林覆蓋面最廣的一座。[4]
- 2011年，科斯與塞文山區以「地中海農牧業文化景觀」(Les Causses et les Cévennes, paysage culturel de l'agro-pastoralisme méditerranéen)列入聯合國教科文组織之世界文化遺產。[5]
- 2019年，艾古阿勒國家森林榮獲法國國家森林局（英语：National Forests Office (France)）「卓越特色森林（法语：Forêt d'Exception）」標章。[6][註 11]

#### 19世紀中葉
艾古阿勒國家森林是今日法國本土第三大森林，面積16 124公頃。其中三分之二位於加尔省，三分之一位於洛泽尔省。然而艾古阿勒這座壯麗又具特色的國家森林在百年多前並不存在。精確的說，歷史久遠的艾古阿勒森林到了19世紀中葉由於人類的過度砍伐與放牧，幾乎已成荒山，林地僅剩2 200公頃。也因此造成水土流失問題嚴重、下游地區洪災更加頻繁、人口外流等等現象。艾古阿勒森林所面臨的問題，就當時法國而言，是一相當普遍的現象，如1846至1866短短20年間羅亞爾河與隆河即發生過三次百年一見的洪災。
有鑑於此，法國在1860年推出法令，強制水文地質條件對下游地區構成危險之山區必須進行林地復育，所以艾古阿勒在1860年代即逐步展開了復育工程。然因專業知識與技術之不足，1865至1875年間，亦即乔治·法布尔接手之前，艾古阿勒的林地復育是失敗的。

#### 林地復育
1875年乔治·法布尔來到艾古阿勒山區的加尔省，自此展開30年如史詩般的造林工程。雖然之先、之後、或是同時都有許多人參與，但世人一致將乔治·法布尔視為艾古阿勒林地復育之靈魂人物，甚至稱其為「應天意而來的地區拯救者」。乔治·法布尔除具有精研的專業，在執行計畫上勇於啟用其創新、獨到之策略（即使違背法令）是其造林成功之主因，此亦是後繼者心中乔治·法布尔最了不起之貢獻。此外，乔治·法布尔在待人處事上之「宅心仁厚」也是構成他成功的要素。
乔治·法布尔的成功造林，不僅是政策上之成功：水患減少、土地受到保護，亦是社會、經濟上的成功：增生工作機會、帶動日後觀光人潮、木材產量逐年增加 等等。

### 艾古阿勒氣象站

#### 建造
為了加速造林進度，乔治·法布尔想到應該在艾古阿勒的山峰建造一座具實驗性之氣象站。計畫於1882年提出，但被認為過於宏大，經過多次修改，終於在1887年獲准建造。 建造工程原計兩年完工。後因天氣以及承包商破產事故，歷經7年直至1894年才得以完工並正式啟用。

#### 現況
佔地1200平方公尺的艾古阿勒氣象站，如今不僅是一座擁有現代儀器、高性能之氣象站，且規劃出一座氣象博物館。每年夏季有8萬多遊客前來參觀展覽或參加由氣象站所舉辦的專業講習活動。艾古阿勒峰因氣象站之設置，視野變得更為遼闊，能擁抱法國13個省區。天氣晴朗時可以望見東邊的白朗峰、南邊地中海的阿爾卑斯山與西邊的庇里牛斯山，使艾古阿勒峰更具觀光引力。

#### 榮譽
位於海拔1567公尺的艾古阿勒氣象站是法國現今僅存的一座位於山上的氣象觀測站，也是當今世界紀錄氣象年代最長久之一的氣象站（逾120年歷史）。這些記錄對於瞭解現今氣候之變遷顯得彌足珍貴。也因著這些上百年的氣象觀察與紀錄，艾古阿勒氣象站於2017年榮獲世界氣象組織頒贈榮譽標章。

## 退休前突發變故
1908年2月13日，或是前一天，64歲即將退休的乔治·法布尔被傳喚至巴黎。傳喚者被認為理所當然的是他多年的直屬上司、即當年南錫森林學院的同屆校友吕西安·多布雷。傳喚原因為「受到紀律處分」。這是後人在南錫森林學院乔治·法布尔資料卡上所找到唯一有關乔治·法布尔退休前「遭受撤職」事件的說詞。乔治·法布尔的生平履歷除了南錫森林學院還存有這一張資料卡外，任何有關他的行政紀錄都已完全自法國農業部以及「國家檔案」裡消失。此亦被認為是1911年退休時榮獲「法國水利與森林榮譽總長」（Directeur général honoraire des Eaux et Forêts）頭銜的吕西安·多布雷所為。關於個人退休前遭到撤職一事，乔治·法布尔沒有發過一語，也要求家人於其身後不必試圖恢復其身份與名譽。
1909年，即事發隔年，乔治·法布尔的合作者與朋友們其中包括法國植物學家夏爾·弗拉奧在艾古阿勒山為乔治·法布尔豎立了一座紀念碑。但紀念碑卻是置於森林之外，立碑儀式亦是在乔治·法布尔沒有露面之下舉行。碑文內容：
「因激流受損、消失的艾古阿勒森林在乔治·法布尔於1875至1908年間對復育工程之堅持及其合作伙伴們耐心奉獻之下得以拯救、修復、重新面向世界。朗格多克人豎立此紀念碑以表誠謝，1909年8月」。
1936年法國科學院院士、生态学先驅菲利贝尔·吉尼耶曾試圖在艾古阿勒山「乔治·法布尔的森林」內樹立一做紀念碑但沒有成功。
關於令人震驚的「撤職」事件，大家揣測最具可能的原因是出自乔治·法布尔與吕西安·多布雷之間的觀點不同與意見不一。乔治·法布尔因即將退休，期待最後的一些計畫能趕在退休之前完成，以至可能造成對其上司、即昔日同窗吕西安·多布雷在口語上有所冒犯。

## 逝世
乔治·法布尔卸職之後開始整理過去已經著手、多項有助於國家林務榮譽的研究。卸職前身體已經出現狀況的法布尔，逝世前的幾個月仍然顯得充滿了活力、思想行動也都敏捷。離世前的幾天，法布尔預感日子已近，對夏爾·弗拉奧說道：「我一直很快樂，非常快樂。我做了我能夠做的，如果生命再來一次，我將不會做任何的改變。如果我曾經有過敵人，我已全心原諒了他們」。
1911年5月23日，66歲的乔治·法布尔平靜安詳的離開了人世。依據夏爾·弗拉奧，法布尔單純、善良。法布尔的宗教信仰堅定，雖然身為天主教徒，但尊敬所有的宗教。法布尔身體力行，負責、擔當、行善。。。以生命符應個人的信仰。「他看來很快樂，而且非常快樂。。。我們喜歡他的人如同我們欽佩他的博學」夏爾·弗拉奧如此記述。
乔治·法布尔逝世後兩年，夏爾·弗拉奧在「尼姆自然科學學會通訊」（Bulletin de la Société d'Études des Sciences Naturelles de Nîmes）上發表了一篇20頁以「乔治·法布尔」為名、類似傳記的長文。夏爾·弗拉奧在文中表示身為乔治·法布尔的好友、老友與合作伙伴，他深感有責將他所知的乔治·法布尔分享給過去認識他的人，同時讓過去乔治·法布尔樂於稱為「同志」、「伙伴」(camarade)的國內、外造林員對乔治·法布尔的生平有更多的認識。這篇「記述」於1977年經由法國國立農業研究院榮譽教授乔治·法勒德宏（Georges Valdeyron）重刊後引起不小的迴響：學者專家們開始試圖凸顯乔治·法布尔與夏爾·弗拉奧在十九世紀末設置實驗林之重要性。

## 纪念
- 法國郵政總局曾發行乔治·法布尔紀念郵票。郵票以艾古阿勒氣象站為背景，乔治·法布尔頭像位於票面左側。
- 2007年，法國知名紀錄片導演馬克·卡恩（Marc Khanne）經過兩年的收集資料與準備工作，順利完成向乔治·法布尔致敬、以《艾古阿勒，重新找回的森林》（Aigoual, la forêt retrouvée）為名的紀錄片。該片不僅是一部單純的、向一位曾經帶領團隊在30年間種下6千8百萬棵樹的英雄致敬，對於21世紀人類所面臨的環保問題更具其時代意義。就如同馬克·卡恩在回應媒體時所言：「看完許多以環保意識為題的影片後，反而更添無力之感。因此，我試著尋找一個具有積極性、正面性的例子或人物。。。」[17]影片推出後獲得一致好評，其中包括天體物理學家于贝尔·雷弗等等專家、學者。[18]《艾古阿勒，重新找回的森林》曾在法國與國際間入選30多個影展，亦曾獲獎如2008年法國贝布尔河畔栋皮埃尔市第19屆「電影與大自然」（Rencontres Cinéma Nature）影展大獎。[19]導演馬克·卡恩至今仍不斷受到各地學校等等單位的邀請以做映後座談。[20]
- 2011年，乔治·法布尔逝世100週年時，法國國家森林局為向這位具有遠見的林學專家以及人道主義者致敬[21]，舉辦了許多活動如座談會或是參觀艾古阿勒實驗林等等。

## 圖片

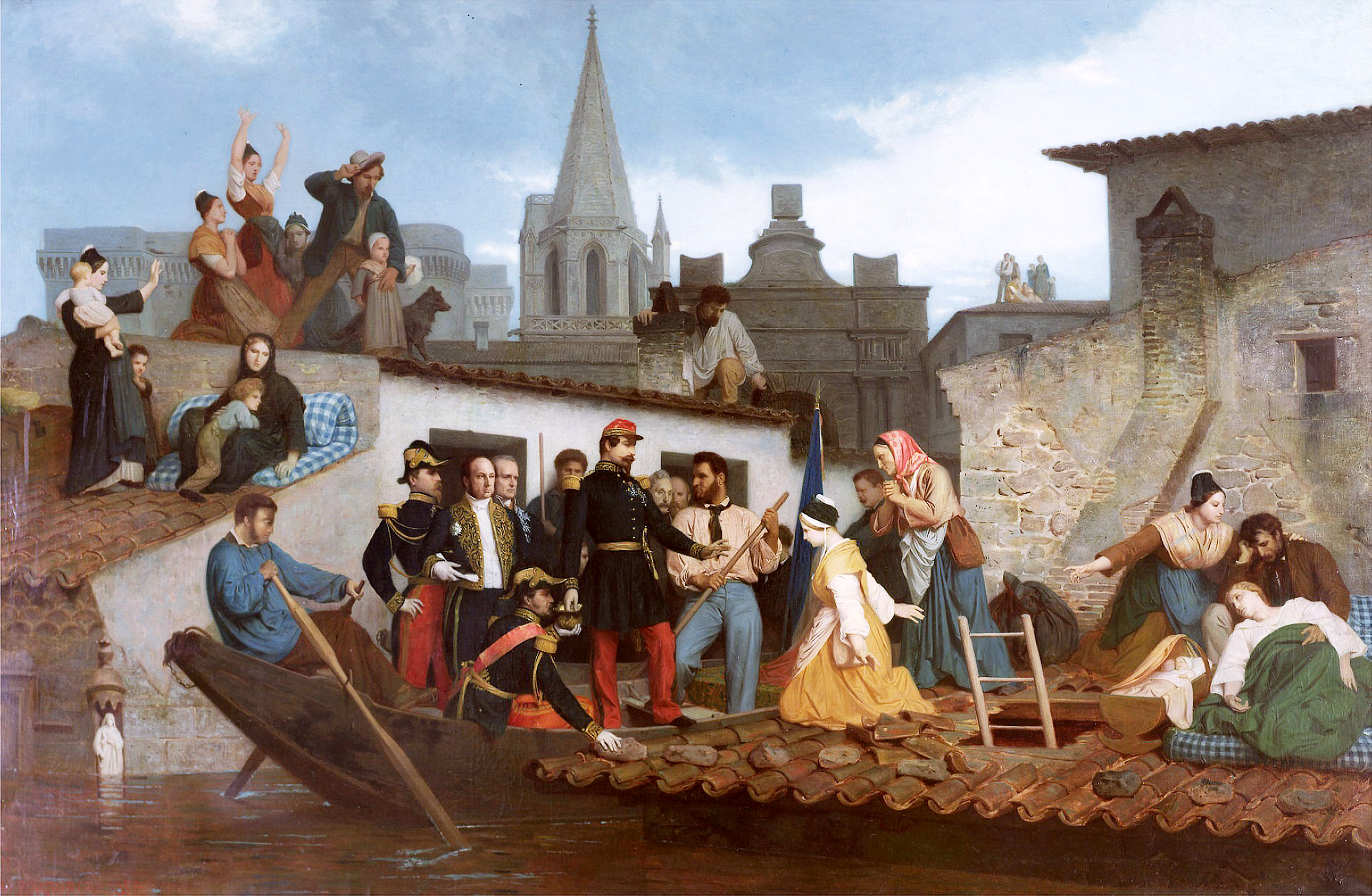
拿破仑三世在隆河探視災情畫面。威廉·阿道夫·布格罗1856年作品
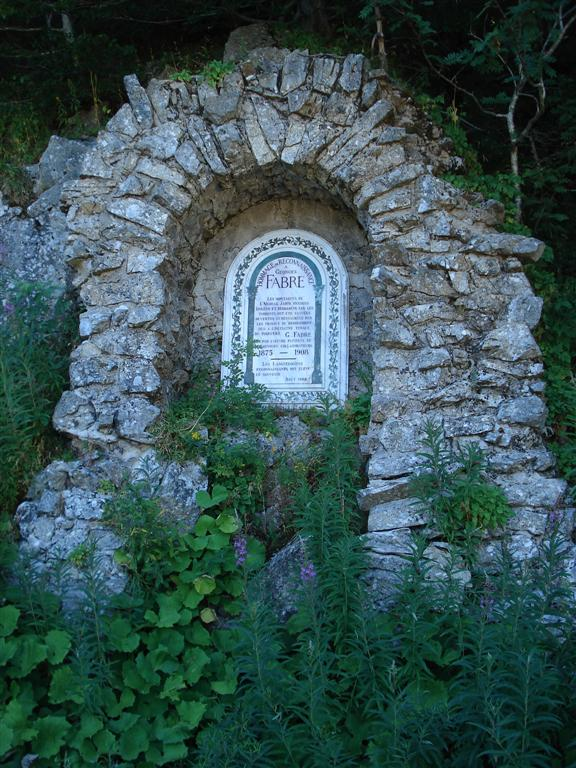
位於艾古阿勒山上的乔治·法布尔紀念碑
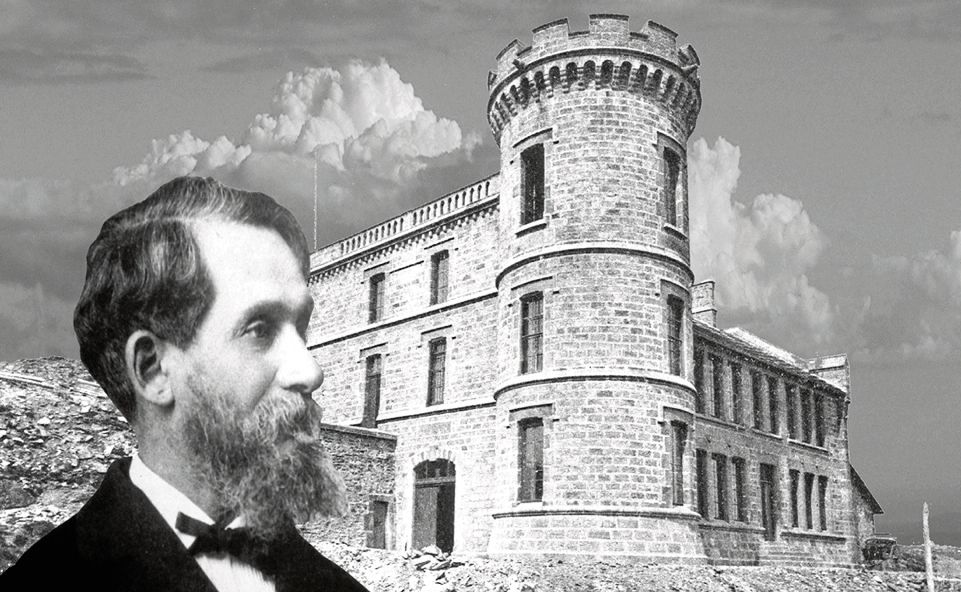
法國乔治·法布尔紀念郵票圖樣
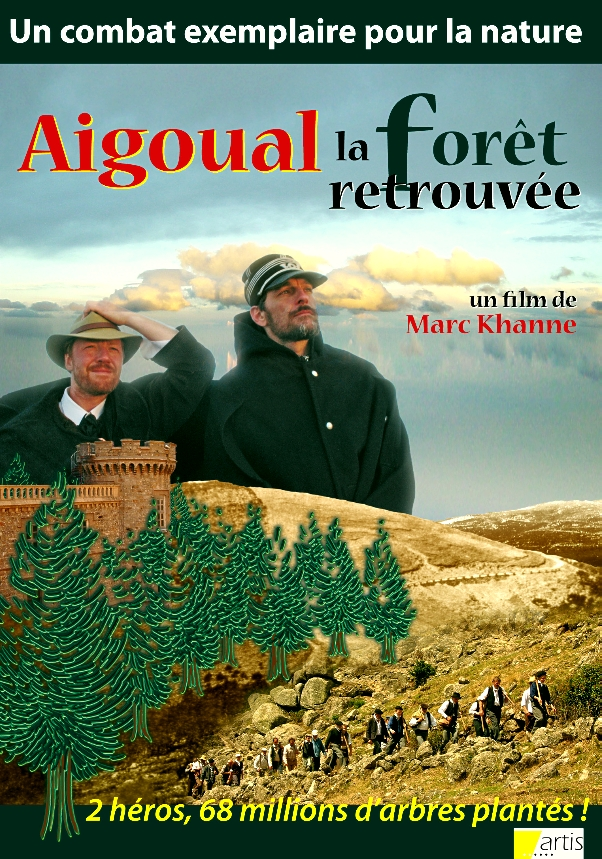
向乔治·法布尔致敬紀錄片海報